# Elsflether TB
Der Elsflether TB ist mit fast 1.200 Mitgliedern der größte Sportverein der Stadt Elsfleth. Er wurde 1862 gegründet. Im Verein können unter anderem Faustball, Tennis, Volleyball, Badminton, Handball, Karate, Korbball und Tischtennis betrieben werden. Darüber hinaus gibt der Verein Kurse in den Bereichen Fitness, Gesundheitssport, Schwimmen, Leichtathletik und Kindersport. Überregional ist der Verein insbesondere durch seine Handball-, Faustball- und Tischtennisabteilungen bekannt. In Kooperation mit der Jade Hochschule bietet der Verein Hochschulsport für den Studienstandort Elsfleth an.

## Handball
Die erste Herrenmannschaft spielt in der Saison 2022/23 in der viertklassigen Handball-Oberliga Nordsee, nachdem sie im Vorjahr knapp dem Abstieg entkommen war. In der Saison 2008/2009 stiegen die A-Junioren des Vereins bis in die höchstklassige Regionalliga auf. Daraufhin konnte die erste Herrenmannschaft durch mehrere Aufstiege in Folge 2013 zum ersten Mal die Viertklassigkeit erreichen. Die Oberliga-Reserve spielt in der Regionsoberliga. Die erste Damenmannschaft spielt in der Saison 2022/23 in der fünftklassigen Landesliga Nord-West, nachdem sie in der Saison 2017/2018 aus der Oberliga Nordsee abgestiegen war.
Die Heimspielstätte der Handball-Mannschaften ist die Stadthalle Elsfleth. Auch andere Abteilungen des Vereins nutzen diese als Trainings- und Punktspielhalle, der Verein ist Hauptnutzer der städtischen Halle. Die Mehrzweckhalle bietet eine Tribüne mit ca. 350 Sitzplätzen, insgesamt ist die Halle für 800 Personen als Versammlungsstätte zugelassen und damit die größte Halle im südlichen Teil des Landkreises Wesermarsch. Andere Trainings- und Spielstätten des Elsflether TB sind das vereinseigene "Turnhus" (Gymnastiksport), die Tennisanlagen am Lienekanal sowie die Hallen Wurpstraße und Alte Straße.

### Bekannte ehemalige Spielerinnen
- Carolin Schmele
- Alina Otto